# 유럽뱀장어
유럽뱀장어(학명: Anguilla anguilla)는 뱀장어·무태장어와 같은 뱀장어과 뱀장어속에 속한 어류이다. 몸길이가 최대 1.5m까지 자랄 수 있지만 대개는 60-80cm 내외이며, 1m 이상 가는 개체는 드물다. 사육시에는 80년 이상 장수할 수 있는 물고기이나 야생 상태에서의 수명은 측정된 바가 없다. 피부 호흡이 가능하여 물 밖에서도 숨을 쉴 수 있는 양서어류이다. 서유럽과 북유럽, 발트해 인근의 모든 수계에 서식하나 현재는 남획 및 기생충 창궐, 폴리염화 바이페닐 오염 때문에 심각한 멸종 위기에 처해 있다.